# Jacob van Lichtenberg
Jacob van Lichtenberg (Burg Lichtenberg, 25 mei 1446 - Ingwiller, 5 januari 1480), was landvoogd van Straatsburg en de laatste mannelijke vertegenwoordiger van het huis Lichtenberg.

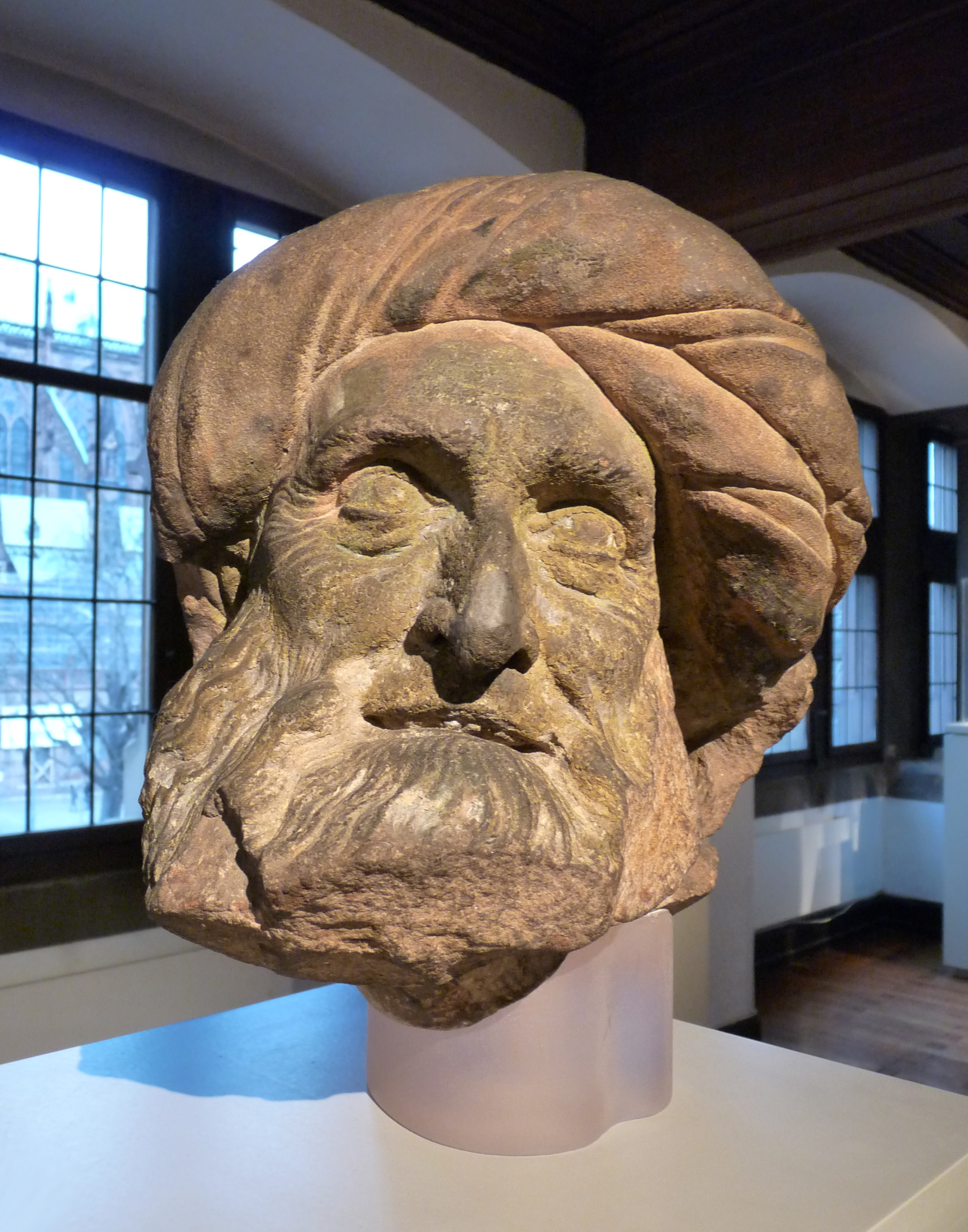
Bebaarde profeet – traditioneel herkend als Jacob van Lichtenberg. Het origineel in het Musée de l'Œuvre Notre-Dame in Straatsburg, door Nicolaus Gerhaert.

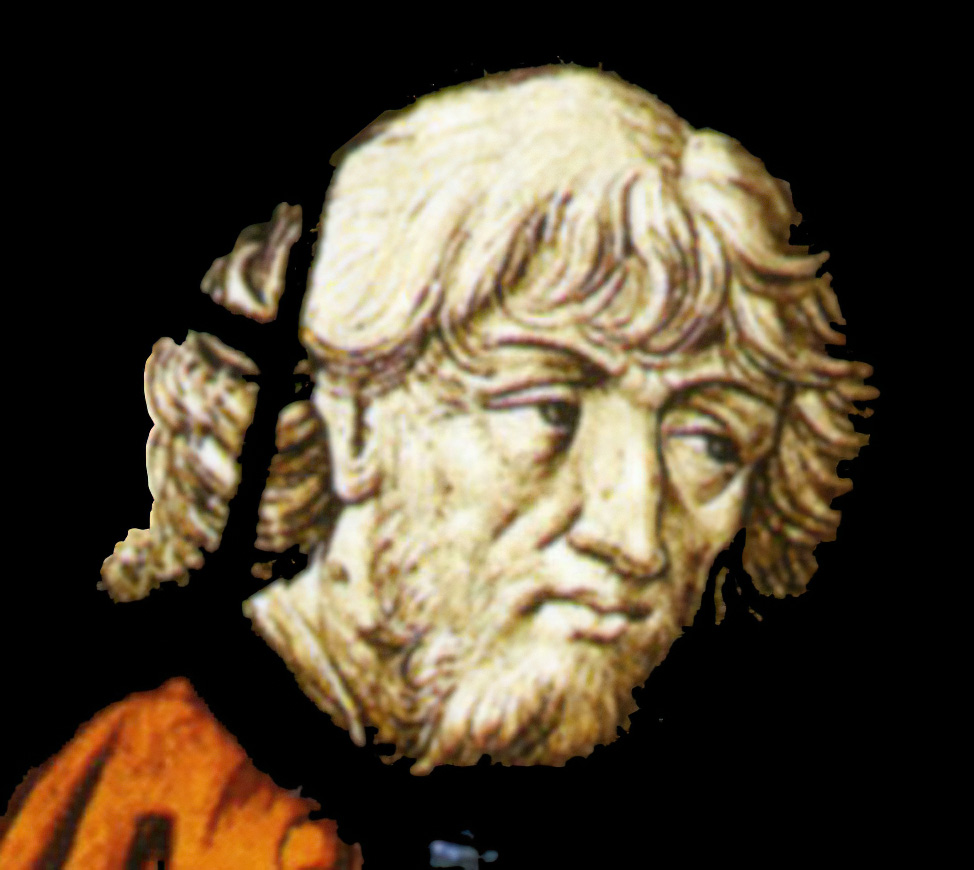
Jakob von Lichtenberg op een glasschildering van de Sint-Adelphus kerk in Neuweiler (Elzas)

## Levensloop
Jakob von Lichtenberg werd in 1416 als zoon van Ludwig IV von Lichtenberg (overleden in 1434) en markgravin Anna von Baden (1399–1421) geboren.
Hij bestuurde het graafschap Lichtenberg samen met zijn jongere broer Lodewijk, die een geheel ander karakter had. In 1440 werd het graafschap verdeeld, maar in de praktijk werd de politiek in beide gebiedsdelen bepaald door Ludwig.
Na het overlijden van zijn kinderloos gebleven echtgenote gravin Walburga van Mörs und Saarweden in 1450, had hij een omstreden relatie met Bärbel van Ottenheim, met wie hij twee, jong overleden, kinderen had. Deze relatie bemoeilijkte de reeds gespannen verhouding tussen de broers.
Uiteindelijk werd Bärbel in 1462 verbannen naar Spiers.
In 1463 probeerde Jacob tevergeefs zijn deel onder de bescherming van de Franse koning Lodewijk XI te brengen. In 1466 stond hij uiteindelijk zijn deel af aan zijn broer tegen een vergoeding van 1000 pond. In 1470 werd Ludwig ziek en kwam het tot een verzoening. Door het overlijden van zijn broer kwam hij weer in het bezit van gehele graafschap. Toen hij negen jaar later overleed waren zijn twee nichten de erfgenamen.